# Цур-Милен, Герман Альфред
Герман Германович фон Цур-Милен (также Ермолай Ермолаевич фон-Цурмилен и фон-Цур-Мюлен; нем. Alfred Hermann von zur Mühlen; 5 февраля 1801, Ревель — 22 марта 1856, Санкт-Петербург) — российский медик, военный врач, доктор медицины; действительный статский советник.

## Биография
Герман фон Цур-Милен происходил из старинного эстляндского дворянского рода Цур-Миленов. Родился в городе Ревеле 5 февраля 1801 года (по другим данным 1800 года) в семье Германа фон Цур-Милена (18.05.1758 — 7.04.1827) и Катарины Гертруды Миллер (14.11.1873 — 23.03.1856).
С 1819 по 1824 год изучал медицину в Императорском Дерптском университете. 18 мая 1828 года защитил диссертацию на тему: «Symbolae ad historiam et diagnosin condylomatum», за которую получил степень доктора медицины.
18 марта 1829 года зачислен на государственную службу в военное ведомство и в качестве военного врача участвовал в русско-турецкой войне 1828—1829 годов. После войны служил младшим, а затем старшим лекарем во 2-м кадетском корпусе в Санкт-Петербурге.
18 марта 1840 года произведён в коллежские советники, а 18 марта 1844 года — в статские советники. 28 января 1847 года был награждён орденом Святой Анны 2-й степени, а 6 декабря 1851 года — императорской короной к этому ордену. Также имел знак отличия беспорочной службы за XV и XX лет.
12 декабря 1833 года Герман фон Цур-Милер женился на Августе Оттилие фон Гилденштуббе (11.08.1810 — 12.02.1879). В семье родились 6 детей: Герман Людвиг (24.01.1835 — 7.09.1910), Гермина Доротея Катарина (1.07.1837 — 1.02.1908), Оттилия Наталья София (5.09.1839 — 19.06.1902), Шарлотта Амалия Мария (15.10.1842 — 9.10.1850), Карл Рудольф (27.06.1848 — 9.04.1849) и Валерия Тудория Ангелика (род. 30.09.1853).
Герман фон Цур-Милен умер 22 марта 1856 года в Санкт-Петербурге в чине действительного статского советника. Похоронен на Смоленском евангелическом кладбище.